# 青い眼の人形 (楽曲)
『青い眼の人形』（あおいめのにんぎょう）は、1921年に発表された日本の童謡。作詞・野口雨情、作曲・本居長世作曲。童謡・童話雑誌『金の船』（キンノツノ社）初出掲載時の原題表記は『青い目の人形』。

## 概要
1921年、新しいおもちゃとして米国から輸入され国内で流行していたセルロイド製キューピー人形を当時2歳の娘・香穂子がかわいがるのを見た野口が詩をつくり、「『金の船』大正十年十二月号」（1921年12月1日付発行）に「『金の船』芸術唱歌その二」として『青い目の人形』の表記で本居作曲の曲譜とともに発表された。野口は1924年4月、『青い眼の人形』の表題で同曲を含む80作品を収録した童謡集を金の星社から発行した。
1923年、関東大震災が起こった時は海外からも多くの募金が寄せられたが、アメリカでも義援金を募る際にこの『青い眼の人形』が歌われた
。1927年にアメリカから日本に贈られた友情人形が「青い目の人形」と呼ばれたのはこの歌にちなむ。第二次世界大戦中は、童謡『赤い靴』とともに敵性歌とみなされて歌う事が禁じられた。
野口雨情の出身地である茨城県北茨城市の中郷サービスエリアの付近には、『青い眼の人形』の歌碑が建てられている。JR磯原駅東口ロータリーにも『青い眼の人形』などのメロディが流れるからくり時計が設置されている。

## 歌詞
青い眼の人形
| 青（靑）い眼（目）をした お人形は アメリカ生れの セルロイド（ト） |  | 日本の港へ ついたとき 一杯涙を うかべてた |  | 「わたしは言葉が わからない 迷ひ子になつたら なんとせう」 |  | やさしい日本の 嬢ちやんよ 仲よく遊んで や（遣）つとくれ |

括弧内は雑誌掲載時の表示。

## 曲調
| 1節目 | 1節目      | → | 2～3節目 | 2～3節目    | → | 終わり | 終わり     |
|       | ヘ長調 (F) | → |          | ヘ短調 (Fm) | → |        | ヘ長調 (F) |